# Arnold Peter Møller

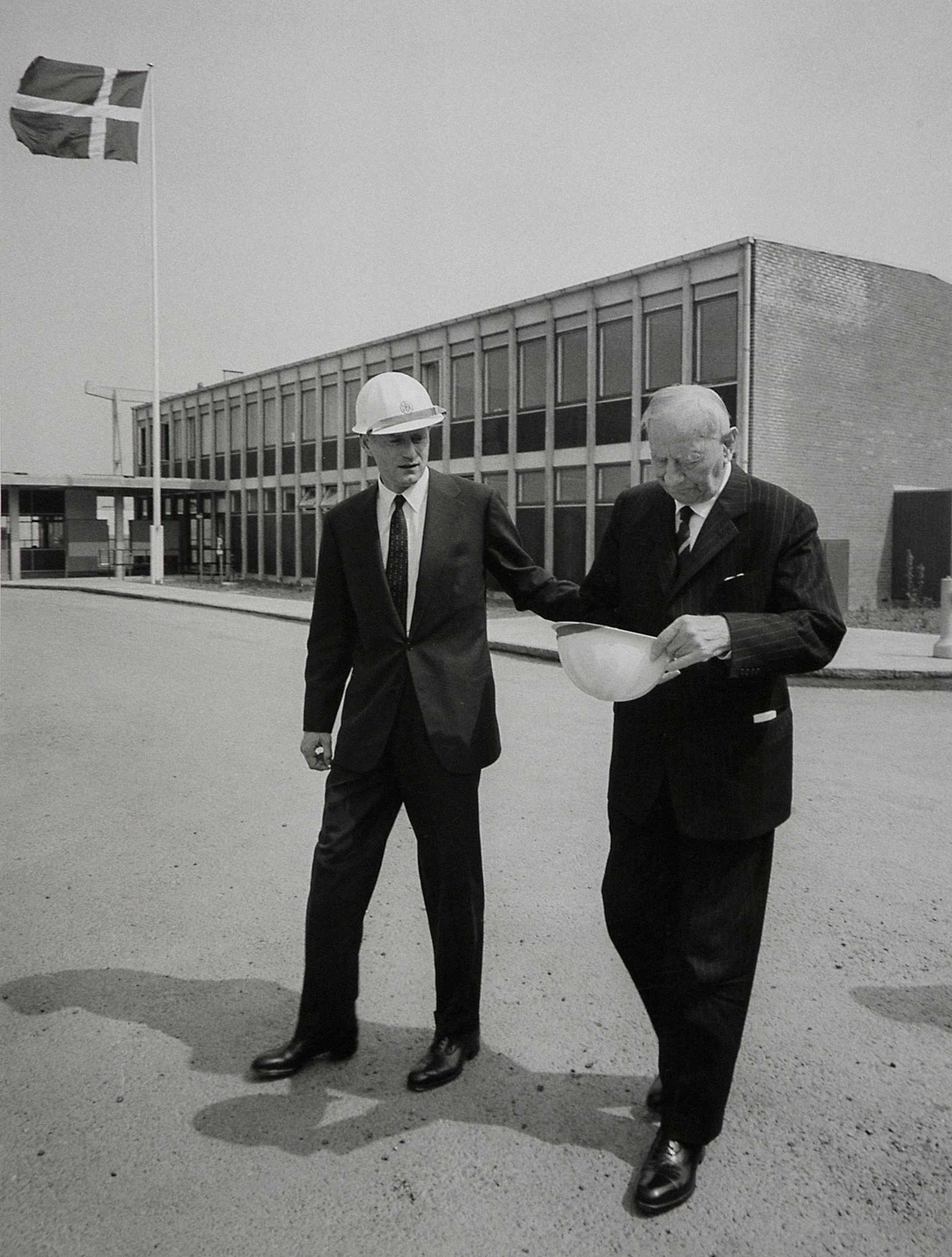
A.P. Møller och sonen Mærsk Mc-Kinney Møller (till vänster) vid invigningen av DanBritKem A/S 1962.

Arnold Peter Møller, mer känd som A. P. Møller, född 2 oktober 1876 i Dragør, död 1965 i Köpenhamn, var en dansk skeppsredare.

## Biografi
Möller grundade 1904 tillsammans med sin far Dampskibsselskabet Svendborg och senare Dampskibsselskabet af 1912. Møller utvecklade de två bolagen till ett av världens största rederikoncerner, A.P. Møller-Maersk, vilket så småningom kom att omfatta ett av världens största rederier, flygbolag, skeppsvarv, oljeborrningsföretag, sockerplantager (i Tanzania) samt ett flertal industrier. 
År 1918 startade han varvet Odense Staalskibsværft A/S och senare andra företag. År 1962 blev han ledare for oljeprospekteringen i Danmark. Han grundade 1953 tillsammans med sin andra hustru en stor fond vars avkastning skall främja nationella, skandinaviska, kyrkliga, utbildningsmässiga, vetenskapliga och välgörande ändamål samt dansk industri och sjöfart.